# پفی‌مرغ خالدار
پفی‌مرغ خالدار (نام علمی: Bucco tamatia)، یک گونه از پرندگان پفی‌مرغ از خانواده پفی‌مرغان (Bucconidae) است که در بولیوی، برزیل، کلمبیا، اکوادور، گویان فرانسه، گویان، پرو، سورینام و ونزوئلا یافت می‌شود.